# Чивурин, Андрей Петрович
Андре́й Петро́вич Чиву́рин (9 мая 1964, Дрезден) — капитан команды КВН ХАИ с 1990, член сборной СНГ (1994), символической сборной Мира (1995), капитан сборной СНГ (1996), редактор Высшей Лиги КВН в 1996—2012 годах и Высшей Украинской Лиги КВН (ТТО «АМИК»), в настоящее время — редактор шоу «Лига Смеха», сценарист.

## Биография
Родился 9 мая 1964 года в Дрездене (ГДР).
В 1987 году окончил Харьковский авиационный институт, факультет самолётостроения. После института в звании лейтенанта ВВС два года служил в Белорусском военном округе как техник самолёта.
В 1990 году создаёт команду КВН ХАИ, которая стала Чемпионом Высшей Лиги КВН и обладателем Кубка Чемпионов.
С 1996 года работает редактором Высшей Лиги КВН и Высшей Украинской Лиги КВН. Автор сценария программ «КВН», «КВН. 40 лет шутя», «Планета КВН», «Вне игры». Один из авторов и актёров телепередачи «Люди в белом». Начиная с «Солдаты 3» — руководитель и сценарист сериала, работает под псевдонимом «Андрей Белый».

## Телевидение
- «Клуб Весёлых и Находчивых»
- «Люди в белом»
- «Лига смеха»

## Фильмография
Сценарист
- 2005 — Солдаты-4
- 2005 — Солдаты-5
- 2006 — Солдаты-6
- 2006 — Солдаты-7
- 2006 — Солдаты-8
- 2006 — Солдаты-9
- 2006 — Солдаты-10
- 2007 — Солдаты-11
- 2007 — Солдаты-12
- 2007 — Солдаты-13
- 2007 — Прапорщик, или «Ё-моё»
- 2007 — Колобков. Настоящий полковник!
- 2007 — Морская душа
- 2007 — Солдаты. Новый год, твою дивизию!
- 2007 — Солдаты-14
- 2007 — Солдаты. Дембельский альбом
- 2007 — Смальков. Двойной шантаж
- 2009-2010 — Кремлёвские курсанты
- 2010 — Стройбатя
- 2010 — Туман

## Книги
Вместе с Михаилом Марфиным
- Что такое КВН[1]